# Вестерйотланд (ландскап)
Вестерйотланд (швед. Landskap Västergötland), Західний Геталанд — історична провінція (ландскап) у південно-західній частині центральної Швеції, в регіоні Йоталанд. Існує лише як історико-культурне визначення. Територіально входить до складу ленів Вестра Йоталанд, Єнчепінг, Еребру і Галланд. Назва ландскапу Вестерйотланд присутня в номінальному титулуванні принца Даніеля Вестлінга з Еребру.

## Географія
Вестерйотланд межує на півночі з ландскапами Вермланд і Нерке та омивається водами озера Венерн, а зі сходу — озера Веттерн, з півдня примикають Смоланд і Галланд, а з заходу — Богуслен, Дальсланд і протока Каттегат.

## Історія
У Вестерйотланді найраніше серед регіонів Швеції поширилася християнська релігія. У церкві Гусабю біля міста Скара в 1000 р. охрестився перший шведський король-християнин Улоф Шетконунг. Тут XI ст. створено перше шведське єпископство з центром у Скарі. Провінція довший час мала відносну автономію — використовувала власні закони (Västgötalagen), мала свій тінг та судочинство.

## Адміністративний поділ
Ландскап Вестерйотланд є традиційною провінцією Швеції і не відіграє адміністративної ролі.

### Населені пункти
Більші міста й містечка:
- Гетеборг
- Лідчепінг
- Марієстад
- Скара
- Бурос
- Трольгеттан
- Венерсборг

## Символи ландскапу
- Рослина: верес звичайний
- Птах: журавель сірий
- Риба: минь річковий

## Галерея

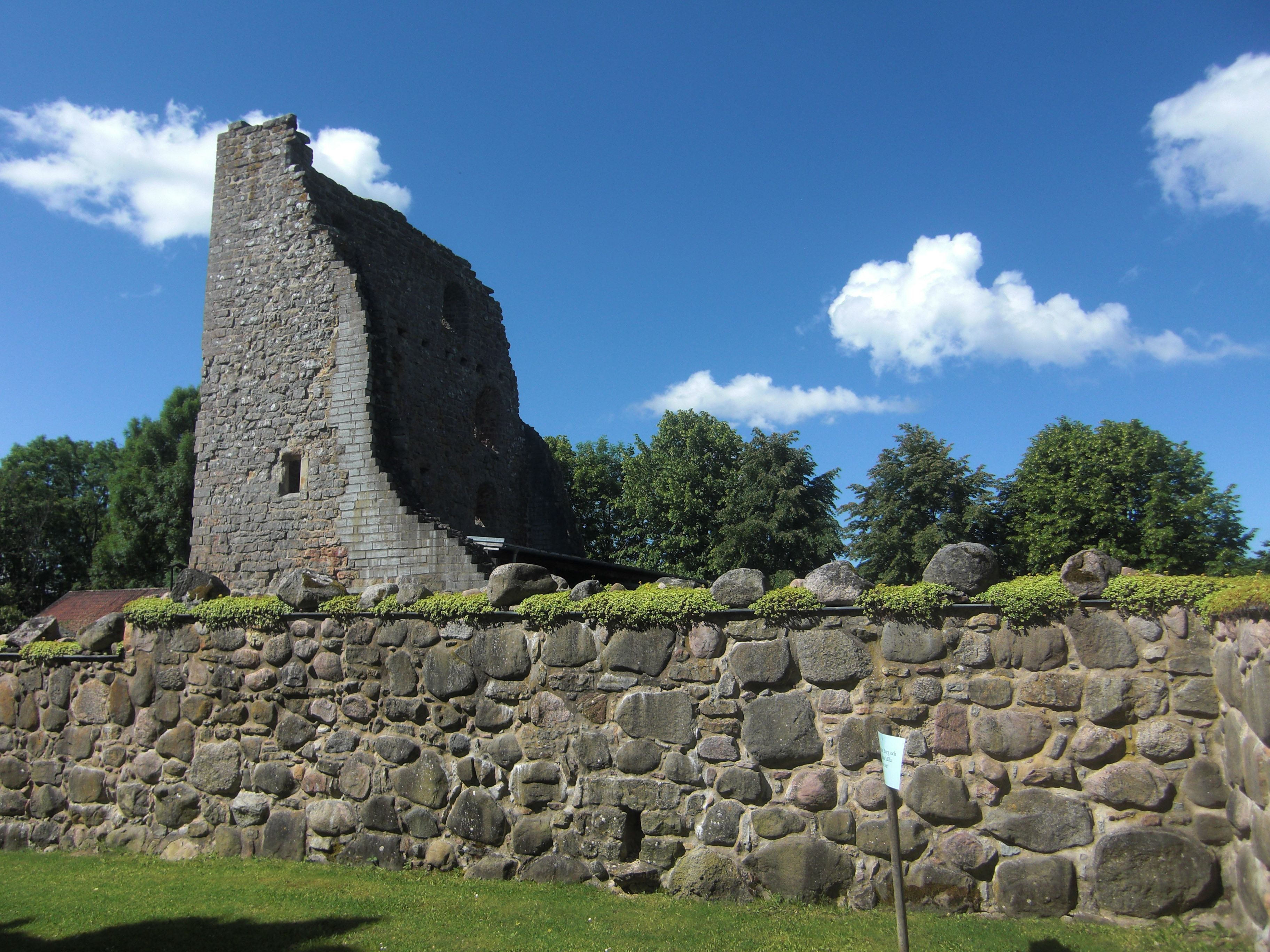
Руїни замку Гусабю
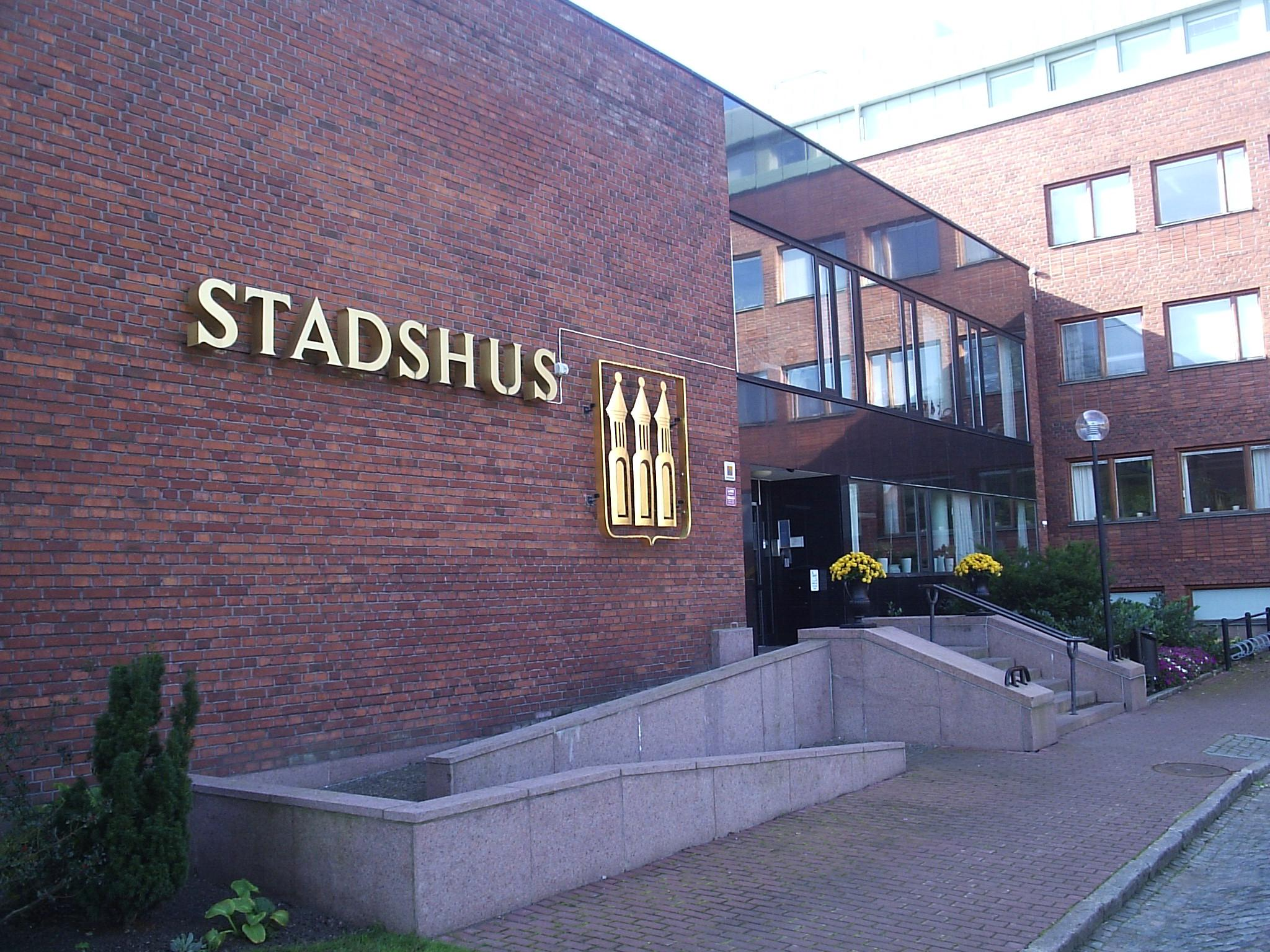
Управа комуни Фалчепінг
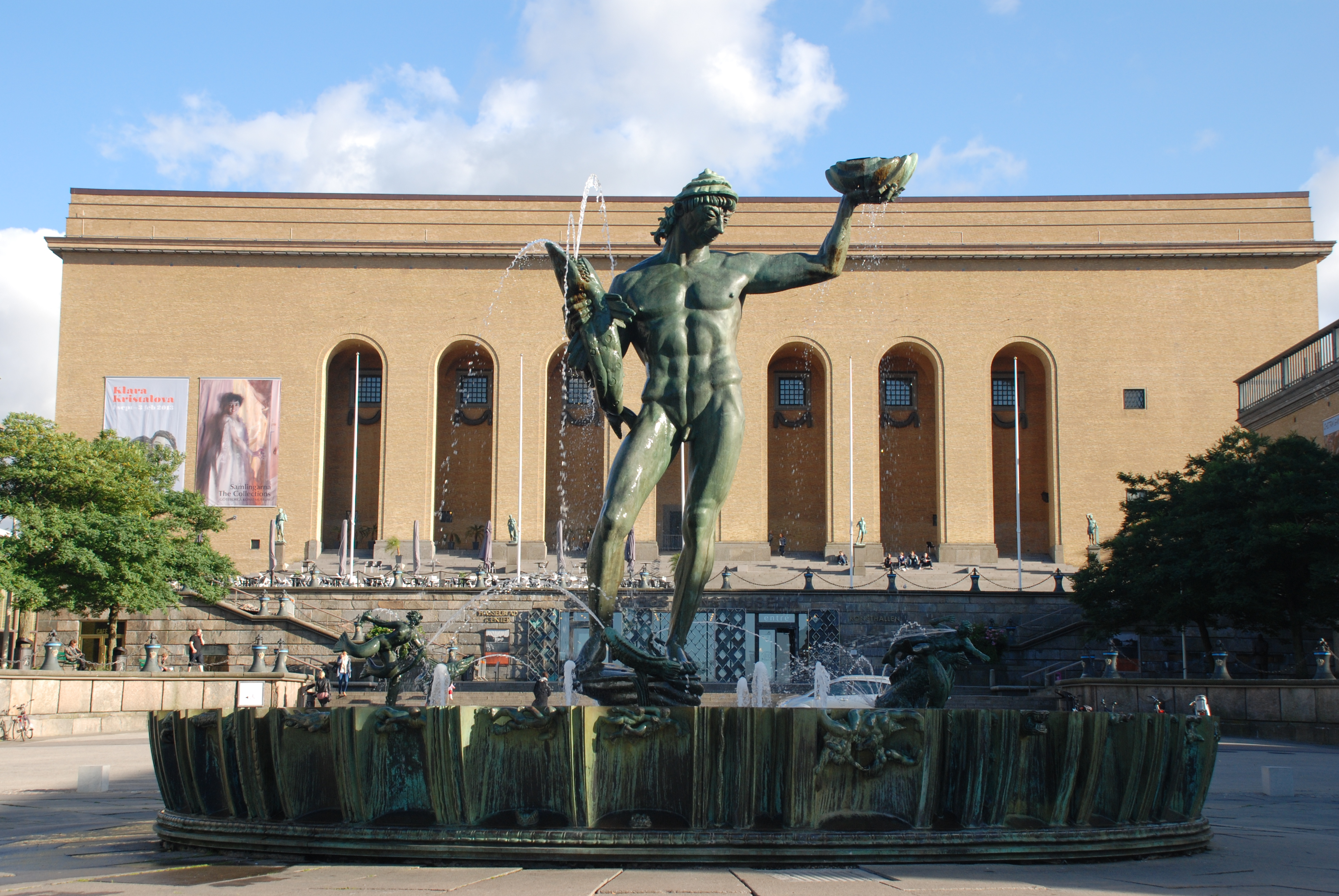
Фонтан Посейдон (Гетеборг)
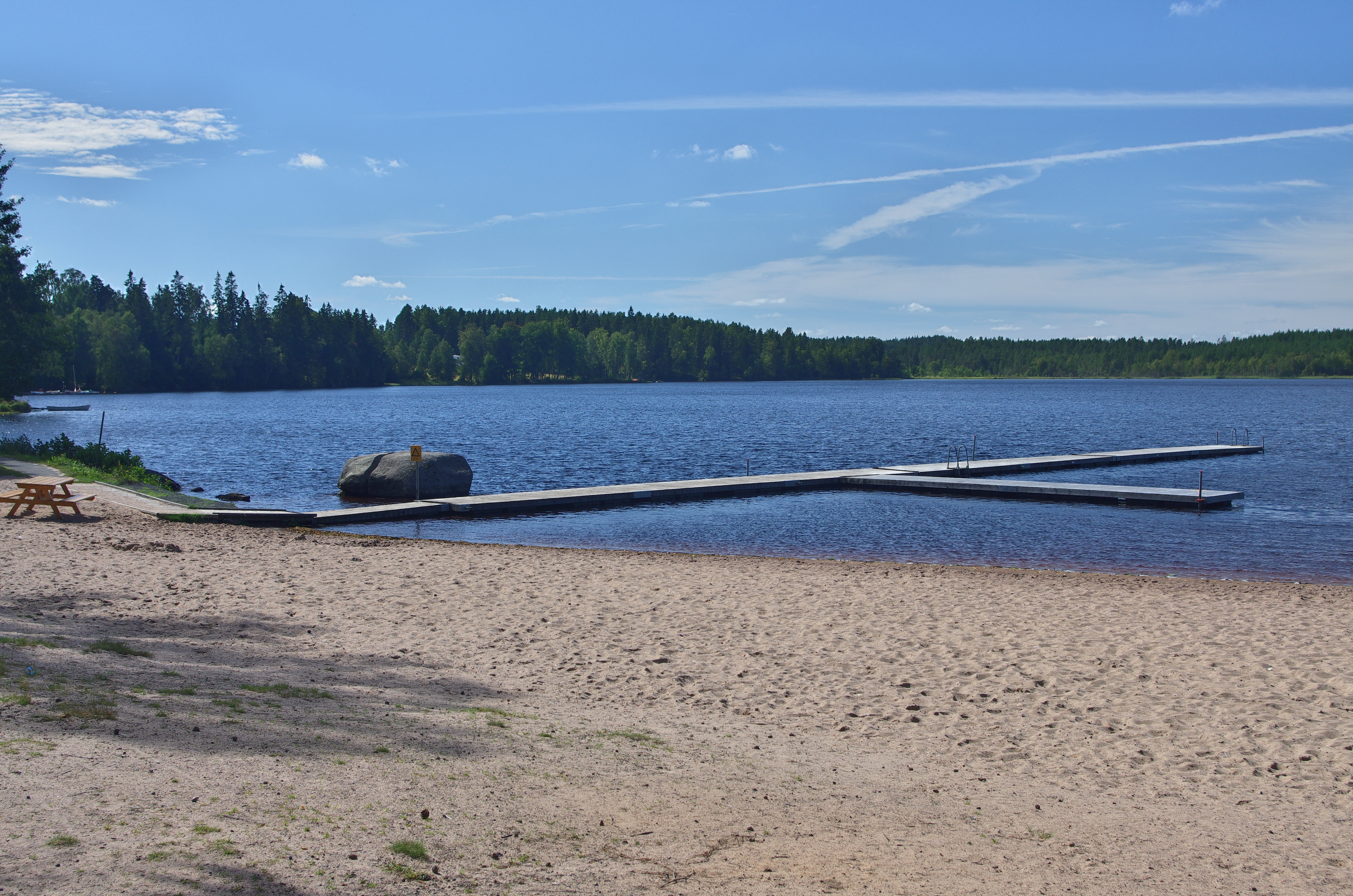
Озеро Фурушен
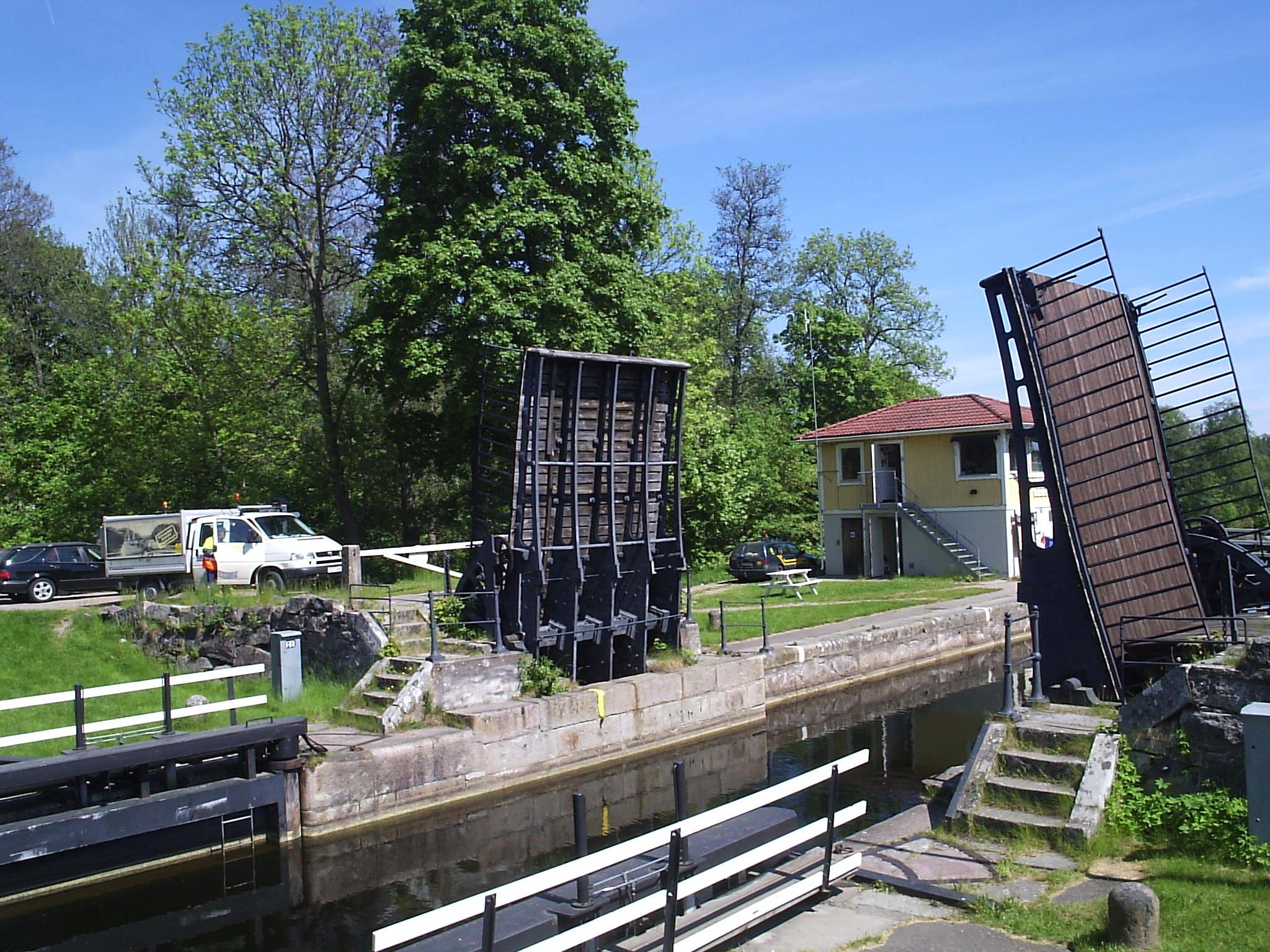
Йота-канал у Форсвіку